# Paluh Pakeh Babusalam
Paluh Pakeh Babusalam is een bestuurslaag in het regentschap Langkat van de provincie Noord-Sumatra, Indonesië. Paluh Pakeh Babusalam telt 1417 inwoners (volkstelling 2010).